# Cava (Lleida)
Cava ist eine Gemeinde (municipi) mit 39 Einwohnern (Stand: 2024) in der Provinz Lleida in der Autonomen Region Katalonien. Neben dem namensgebenden Ort Cava besteht die Gemeinde aus den Ortschaften Ansovell und el Querforadat. Der Verwaltungssitz befindet sich in Ansovell.

## Lage
Cava liegt in den Bergen der südlichen Pyrenäen in einer durchschnittlichen Höhe von ca. 1335 m. Cava liegt etwa 110 Kilometer nordnordöstlich von Lleida.

## Bevölkerungsentwicklung
| Jahr      | 1970 | 1981 | 1990 | 2001 | 2011 | 2021 |
| Einwohner | 101  | 63   | 51   | 59   | 61   | 46   |

## Sehenswürdigkeiten
- Burganlage von El Querforadat
- Martinskirche in Ansovell
- Klemenskirche in Cava
- Geniuskirche in El Querforadat

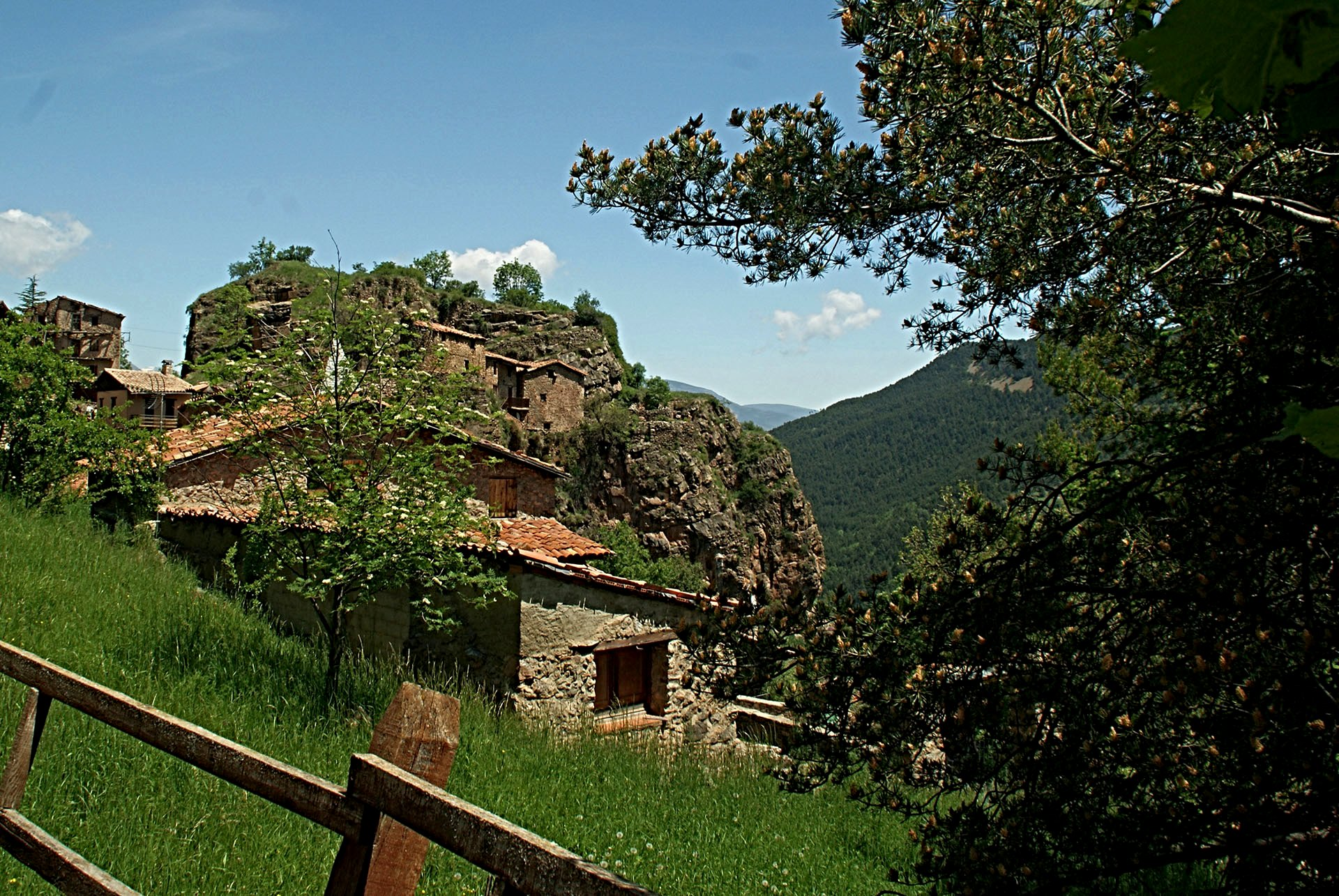
Burganlage von el Querforadat
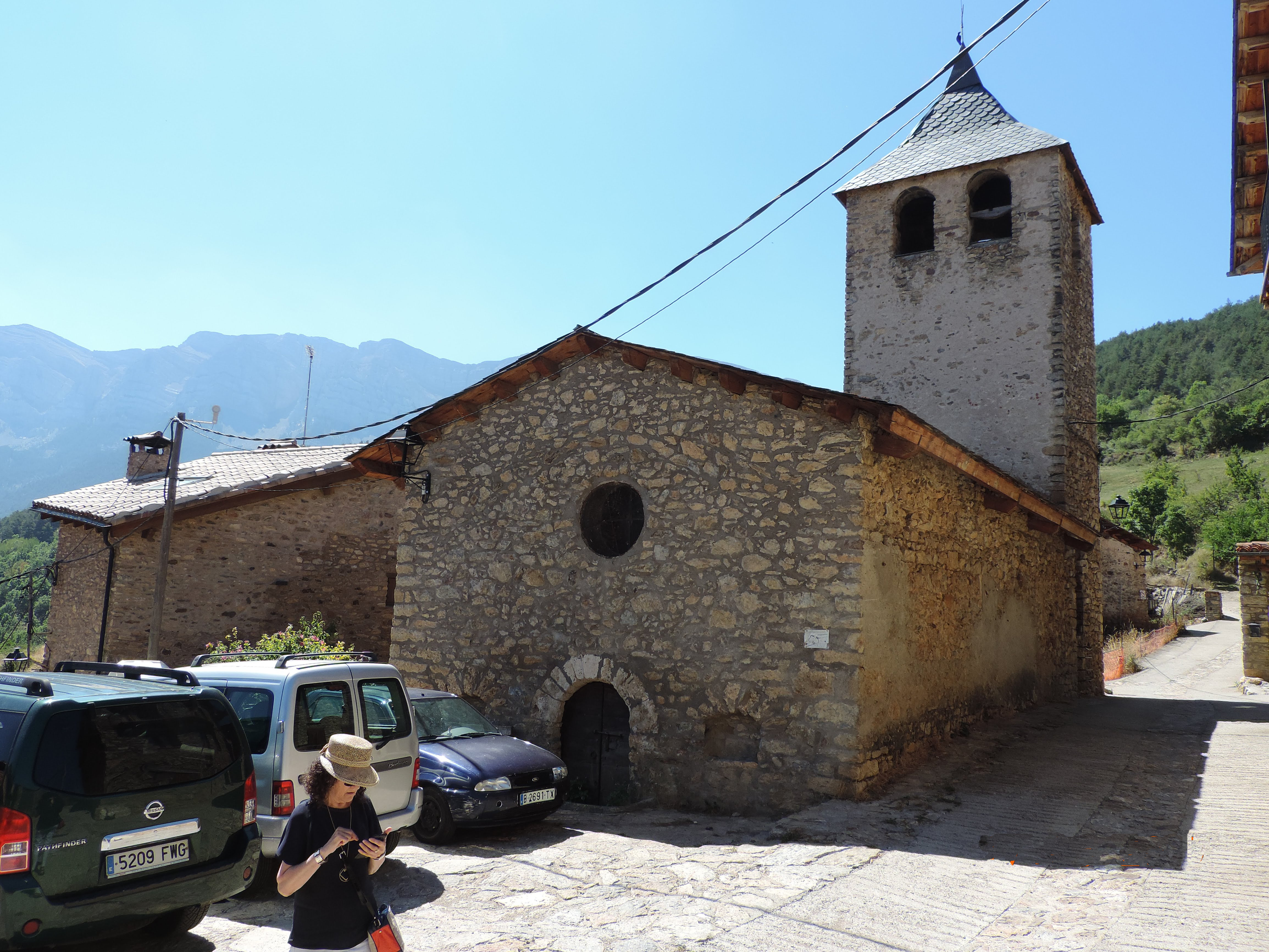
Martinskirche
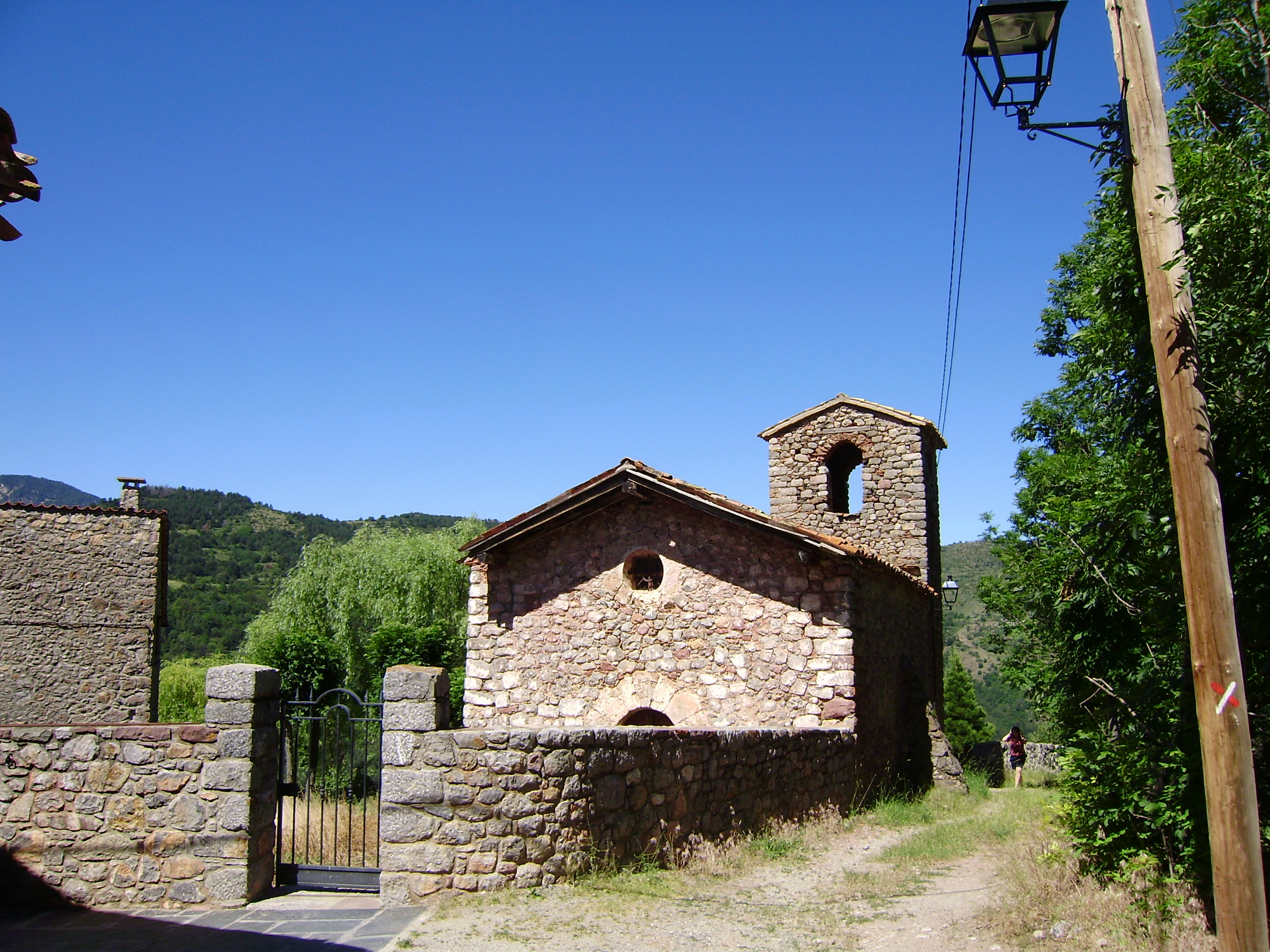
Klemenskirche
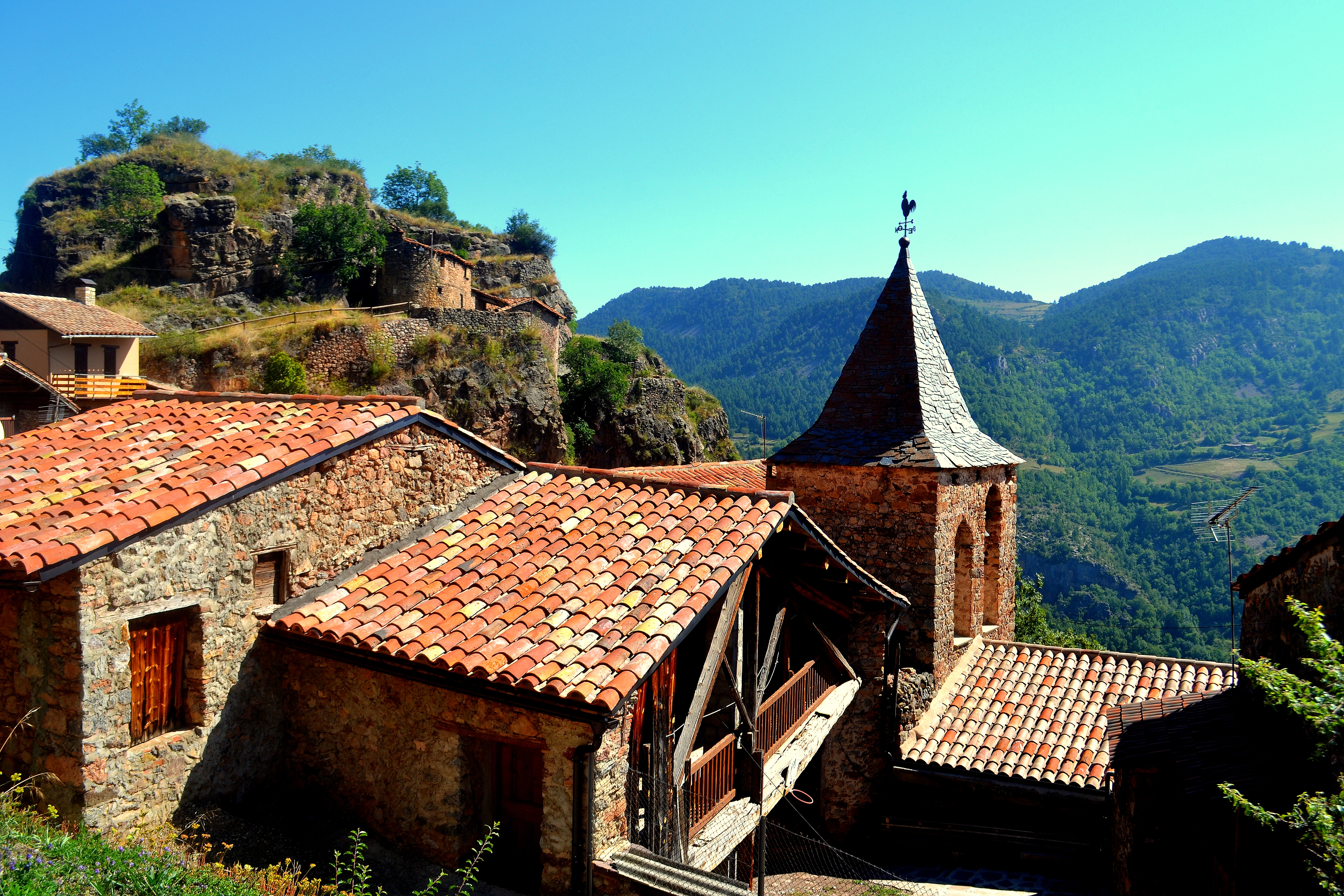
Geniuskirche